# 达沙替尼
達沙替尼 （英語：Dasatinib）以Sprycel等品牌於市場銷售，是一種標靶治療藥物，用於治療某些慢性髓細胞性白血病 (CML) 和急性淋巴性白血病 (ALL) 。特別是用於治療具費城染色體陽性（Ph+）的個體（會導致Bcr-AbL融合基因，進而導致CML發生） 。此藥物經口服方式攝入。
使用後常見的不良反應有白血球減少症、血小板減少症、貧血、水腫、皮疹和腹瀉。嚴重的不良反應可能有出血、肺水腫、心臟衰竭和QT間期延長症候群。個體於懷孕期間使用可能會對胎兒造成傷害。它是一種酪胺酸激酶抑制劑，經由抑制幾種酪胺酸激酶（例如Bcr-Abl融合基因和Src激酶家族）來發揮作用。
達沙替尼於2006年先後在美國和歐盟獲准作醫療用途。它已列入世界衛生組織基本藥物標準清單之內。

## 醫療用途
達沙替尼用於治療具有費城染色體陽性（Ph+）個體的慢性髓細胞性白血病（CML），以及急性淋巴性白血病（ALL）。
達沙替尼於歐盟適用於患有以下疾病的兒童：
- 新診斷的Ph+慢性髓細胞性白血病慢性期（Ph+ CML CP） ，或是前項疾病對先前治療（包括使用伊馬替尼）發生抗藥性或不耐受的情況時，[2]和
- 新診斷的Ph+急性淋巴性白血病(ALL)，與化學治療合併使用。[2]

對於成年患者
- 新診斷的Ph+ CML CP 、[2]
- 對既往治療（包括伊馬替尼）發生抗藥性或不耐受的慢性期、加速期或急變期的CML、[2]和
- Ph+ ALL和淋巴母細胞型急變期CML，對先前治療有抗藥性或不耐受的情況時。[2]

## 不良影響
最常見的副作用是感染、骨髓抑制（白血球、紅血球和血小板數量減少）、頭痛、出血、胸腔積液、呼吸困難、腹瀉、嘔吐、噁心、腹痛、皮疹、肌肉骨骼疼痛、疲倦，還有腿部、手臂和臉部腫脹及發燒。常見的毒性反應有嗜中性白血球低下和骨髓抑制。前述述研究中的84名患者對象中有15人（佔18%）出現胸腔積液，疑似達沙替尼的副作用。其中有些人需透過胸腔穿刺術或肋膜黏連術來處理積液問題。其他不良影響有輕度至中度腹瀉、週邊水腫和頭痛。少數人出現異常肝功能測試結果，但無需調整劑量即恢復正常。也出現輕度低鈣血症現象，但似乎沒引起重大問題。在接受達沙替尼治療的患者中出現幾例肺高壓 (PAH)，可能是由於肺內皮細胞受損所致。
美國食品藥物管理局（FDA）於2011年10月11日宣布達沙替尼可能會增加一種罕見但嚴重的風險 - 肺動脈血壓異常升高（即PAH）。PAH的症狀包含有呼吸急促、疲勞和身體腫脹（例如在腳踝和腿部）。在報告的PAH病例中，患者在開始使用達沙替尼後（包括治療一年多後）出現症狀。有關風險的資訊已添加到Sprycel藥物標籤的警告和注意事項欄之中。在2009年至2017年的研究中，由此藥物誘導的PAH是在每日給藥（使用劑量為70至140mg（毫克）），為時0.3至74個月期間開始。報導稱由達沙替尼引起的PAH在停藥後會有所改善。

## 藥理學

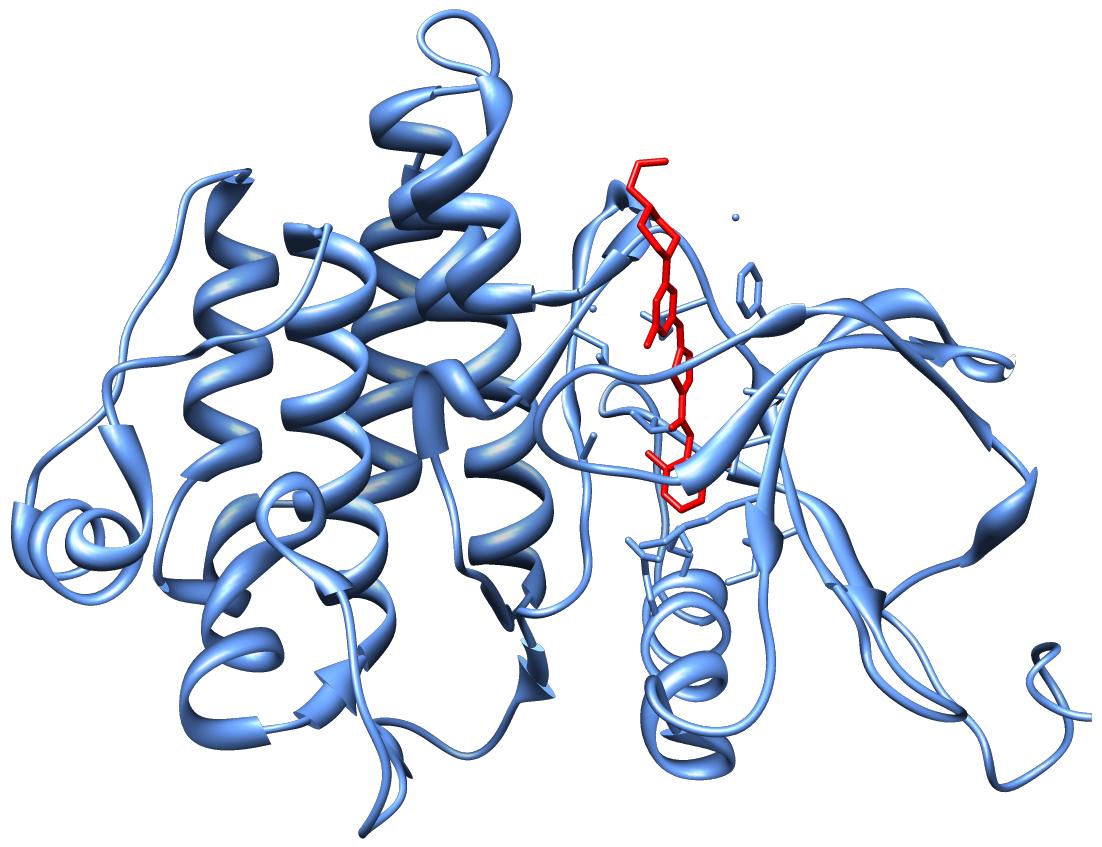
蛋白質資料庫編碼為2GQG的晶體結構， (PDB 2GQG) 展示Abl激酶結構域 (藍色) 與達沙替尼 (紅色) 形成的複合體。

達沙替尼是一種三磷酸腺苷（ATP）競爭性蛋白質酪胺酸激酶抑制劑。達沙替尼的主要標靶是BCR/Abl（費城染色體融合基因）、原癌基因c-Src蛋白、原癌基因KIT 蛋白、Ep 受體和其他幾種酪胺酸激酶。達沙替尼對活化的BCR/Abl有強烈抑制作用，因此在治療CML方法中會優於其他藥物（如伊馬替尼和尼洛替尼。達沙替尼在人體的生物半衰期僅為三至五小時，但其與BCR/Abl1的強大結合作用可導致更長的持續時間。

## 歷史
達沙替尼是由必治妥施貴寶和大塚製藥合作開發，並以必治妥施貴寶研究員Jagabandhu Das的名字來為藥物命名（他於最終開發出此藥物有重大貢獻）。

## 社會與文化

### 法律地位
達沙替尼於2006年6月在美國獲得核准用於醫療用途，並於同年11月在歐盟獲得核准使用。
達沙替尼於2010年在美國被核准用於治療新診斷成人費城染色體陽性慢性髓細胞性白血病（CP-CML）。
並於2017年11月在美國獲准用於治療兒童慢性期費城染色體陽性慢性髓細胞性白血病（CML）。
前述批准基於兩項試驗中評估的97名慢性期CML兒科參與試驗者的數據，一項是I期、開放標籤、非隨機、劑量範圍試驗，另一項是II期、開放標籤、非隨機試驗。

### 經濟學
平價癌症治療聯盟（Union for Affordable Cancer Treatment）在致送給美國貿易代表署的一封信中，表明反對達沙替尼的售價。美國的平均每日劑量批發價為367美元，是其他高收入國家價格的兩倍。印度的人均年收入為1,570美元，大多數患者須自掏腰包，每天須支付的藥物成本為6,627盧比（約當108美元）。印度藥商提出以每日劑量4美元的價格供應通用名藥物，雖然有來自美國的壓力，印度工業政策和促進部拒絕下達讓印度藥廠停止生產的命令。
必治妥施貴寶以高昂研發成本為其藥物定價提出辯護，但平價癌症治療聯盟表示其實大部分研發成本係由美國政府資助（包括美國國立衛生院提供的研究和臨床試驗經費），以及該公司享有的50%稅收抵免。在英國，英格蘭和威爾斯的國家健康和護理卓越研究所建議不使用達沙替尼，因為其成本相對於效益的比率過高。
平價癌症治療聯盟表示，"這項藥物價格爭端說明美國貿易政策的缺陷，及其對癌症患者的不利影響"。

### 品牌名稱
孟加拉國的達沙替尼由Beacon Pharmaceuticals生產，商品名為Dasanix。在印度，它由Emcure Pharmaceuticals生產，以Nextki品牌銷售。

## 研究
達沙替尼已被證明可將實驗室培養的脂肪細胞生成的衰老細胞消除。

### 達沙替尼+槲皮素
達沙替尼已被證明可透過抑制Src激酶家族來誘導衰老細胞凋亡，而槲皮素則可抑制抗凋亡蛋白Bcl-xL。給小鼠以達沙替尼加槲皮素可改善其心血管功能並消除衰老細胞。攝取達沙替尼與槲皮素的老年小鼠健康狀況和存活率均有所改善。
一項針對14名患有特發性肺纖維化（一種衰老細胞數量增加的疾病）的患者所進行的研究，顯示給予達沙替尼與槲皮素後，可促進身體功能改善，且衰老細胞減少的結果。

## 延伸閱讀
- Lombardo LJ, Lee FY, Chen P, Norris D, Barrish JC, Behnia K,  et al. . Journal of Medicinal Chemistry. December 2004, 47 (27): 6658–61. PMID 15615512. doi:10.1021/jm049486a.

## 外部連結
- . Drug Information Portal. U.S. National Library of Medicine.   [2024-04-02]. （原始内容存档于2020-09-30）.

Template:Piperazines